# フリースタイルスキー・ワールドカップ 2003-2004
フリースタイルスキー・ワールドカップ 2003-2004は2003年9月6日から2004年3月14日まで開催された25シーズン目となるフリースタイルスキー・ワールドカップである。

## 競技種目
前シーズンに行なわれたエアリアル（AE）、モーグル（MO）、スキークロス（SX）の3種目に、新たにハーフパイプ（HP）を加えた4種目が行なわれた。デュアルモーグル（DM）の競技も行なわれたが、ポイントはモーグルに加算された。また、各種目の最終戦は2年後に迫ったトリノオリンピックの会場にて他の競技と共にスーパーファイナルとして行なわれた。

## 日程
| 年     | 月日     | 種目 | 開催地                       | 優勝者                     | 優勝者                         |
| 年     | 月日     | 種目 | 開催地                       | 男子                       | 女子                           |
| ------ | -------- | ---- | ---------------------------- | -------------------------- | ------------------------------ |
| 2003年 | 9月6日   | AE   | マウント・ブラー             | スティーブ・オミシュル     | 徐囡囡                         |
| 2003年 | 9月7日   | AE   | マウント・ブラー             | スティーブ・オミシュル     | リディア・ラシラ               |
| 2003年 | 11月22日 | HP   | サースフェー                 | マティアス・ウェクスティン | マリー・マルティノド           |
| 2003年 | 11月23日 | SX   | サースフェー                 | パトリック・シュミット     | サーシャ・ファリック           |
| 2003年 | 12月5日  | AE   | ルカ                         | ドミトリー・ダシンスキー   | アリサ・キャンプリン           |
| 2003年 | 12月6日  | MO   | ルカ                         | ヤンネ・ラハテラ           | カーリー・トロー               |
| 2003年 | 12月19日 | MO   | マドンナ・ディ・カンピーリオ | ヤンネ・ラハテラ           | ジェニファー・ハイル           |
| 2003年 | 12月20日 | MO   | マドンナ・ディ・カンピーリオ | ネイサン・ロバーツ         | カーリー・トロー               |
| 2004年 | 1月7日   | SX   | レ・コンタミンヌ             | エナク・ガバッジオ         | オフェリー・ダビド             |
| 2004年 | 1月10日  | SX   | ポッツァ・ディ・ファッサ     | カール・ハインツ・モリング | フランツィスカ・シュテフェン   |
| 2004年 | 1月11日  | SX   | ポッツァ・ディ・ファッサ     | エナク・ガバッジオ         | アリーシャ・クライン           |
| 2004年 | 1月10日  | MO   | モントランブラン             | マーク＝アンドレ・モロー   | ステファニー・セント・ピエール |
| 2004年 | 1月11日  | AE   | モントランブラン             | アレクセイ・グリチン       | アリサ・キャンプリン           |
| 2004年 | 1月16日  | AE   | レークプラシッド             | スティーブ・オミシュル     | 王嬌                           |
| 2004年 | 1月17日  | MO   | レークプラシッド             | ヤンネ・ラハテラ           | ジェニファー・ハイル           |
| 2004年 | 1月18日  | AE   | レークプラシッド             | スティーブ・オミシュル     | アリサ・キャンプリン           |
| 2004年 | 1月18日  | SX   | ラークス                     | エナク・ガバッジオ         | マグダレーナ・イリヤンス       |
| 2004年 | 1月24日  | DM   | ファーニー                   | ジム・シマン               | エリサ・クリロウィッチ         |
| 2004年 | 1月25日  | AE   | ファーニー                   | アレシュ・バレンタ         | アリサ・キャンプリン           |
| 2004年 | 1月30日  | MO   | ディアバレー                 | トビー・ドーソン           | カーリー・トロー               |
| 2004年 | 1月31日  | DM   | ディアバレー                 | ヤンネ・ラハテラ           | カーリー・トロー               |
| 2004年 | 1月31日  | AE   | ディアバレー                 | ドミトリー・ダシンスキー   | アリサ・キャンプリン           |
| 2004年 | 1月31日  | SX   | スピンドレルフ・ムリン       | グザヴィエ・クーン         | オフェリー・ダビド             |
| 2004年 | 2月14日  | AE   | ハルビン市                   | アレクセイ・グリチン       | アリサ・キャンプリン           |
| 2004年 | 2月15日  | AE   | ハルビン市                   | スティーブ・オミシュル     | リディア・ラシラ               |
| 2004年 | 2月14日  | MO   | 猪苗代町                     | トビー・ドーソン           | マルガリータ・マーブラー       |
| 2004年 | 2月15日  | DM   | 猪苗代町                     | トラビス・キャブロウ       | マルガリータ・マーブラー       |
| 2004年 | 2月21日  | SX   | 苗場                         | 瀧澤宏臣                   | アリーシャ・クライン           |
| 2004年 | 2月22日  | MO   | 苗場                         | トビー・ドーソン           | ハンナ・カーニー               |
| 2004年 | 2月28日  | AE   | スピンドレルフ・ムリン       | 欧暁涛                     | 李妮娜                         |
| 2004年 | 2月29日  | MO   | スピンドレルフ・ムリン       |                            | ジェニファー・ハイル           |
| 2004年 | 3月1日   | MO   | スピンドレルフ・ムリン       | ジェレミー・ブルーム       |                                |
| 2004年 | 3月6日   | MO   | アイロロ                     | 中止                       | 中止                           |
| 2004年 | 3月7日   | MO   | アイロロ                     | デービッド・バビック       | ハンナ・カーニー               |
| 2004年 | 3月8日   | HP   | レ・コンタミンヌ             | ローラン・ファーブル       | マリー・マルティノド           |
| 2004年 | 3月10日  | AE   | サウゼ・ドゥルクス           | スティーブ・オミシュル     | アリサ・キャンプリン           |
| 2004年 | 3月12日  | SX   | サウゼ・ドゥルクス           | ジェスパー・ブルージュ     | オフェリー・ダビド             |
| 2004年 | 3月14日  | MO   | サウゼ・ドゥルクス           | ヤンネ・ラハテラ           | カーリー・トロー               |
| 2004年 | 3月13日  | HP   | バルドネッキア               | マティアス・ウェクスティン | マリー・マルティノド           |

## 総合成績

### オーバーオール
男子はエアリアルの選手が、女子はエアリアル、モーグル、ハーフパイプの3種目に出場してモーグルとハーフパイプで好成績を収めたノルウェーのカーリー・トローがオーバーオールの総合優勝を獲得した。
| 順位 | 名前                       | ポイント |
| ---- | -------------------------- | -------- |
| 1位  | スティーブ・オミシュル     | 76.50    |
| 2位  | マティアス・ウェクスティン | 74.00    |
| 3位  | ローラン・ファーブル       | 70.00    |

| 順位 | 名前                   | ポイント |
| ---- | ---------------------- | -------- |
| 1位  | カーリー・トロー       | 103.80   |
| 2位  | マリー・マルティノド   | 100.00   |
| 3位  | ヴージニア・ファーブレ | 80.00    |

### エアリアル
全12戦が行なわれた。男子では4年ぶりにカナダの選手が総合優勝し、女子ではオーストラリアのアリサ・キャンプリンが2連覇を果たした。
| 順位 | 名前                     | ポイント |
| ---- | ------------------------ | -------- |
| 1位  | スティーブ・オミシュル   | 918      |
| 2位  | ドミトリー・ダシンスキー | 708      |
| 3位  | アレクセイ・グリチン     | 498      |

| 順位 | 名前                 | ポイント |
| ---- | -------------------- | -------- |
| 1位  | アリサ・キャンプリン | 948      |
| 2位  | リディア・ラシラ     | 679      |
| 3位  | エベリネ・ルー       | 467      |

### モーグル
全14戦が行なわれた。男子ではフィンランドのヤンネ・ラハテラが4年ぶり3度目の総合優勝を果たし、女子ではジェニファー・ハイルがカナダ人初の総合優勝を達成した。
| 順位 | 名前                 | ポイント |
| ---- | -------------------- | -------- |
| 1位  | ヤンネ・ラハテラ     | 891      |
| 2位  | トビー・ドーソン     | 712      |
| 3位  | ジェレミー・ブルーム | 600      |

| 順位 | 名前                     | ポイント |
| ---- | ------------------------ | -------- |
| 1位  | ジェニファー・ハイル     | 940      |
| 2位  | カーリー・トロー         | 867      |
| 3位  | マルガリータ・マーブラー | 764      |

### スキークロス
全8戦が行なわれた。男子ではジェスパー・ブルージュがスウェーデン人初の総合優勝を果たし、女子では2年連続でフランスの選手が総合優勝した。
| 順位 | 名前                   | ポイント |
| ---- | ---------------------- | -------- |
| 1位  | ジェスパー・ブルージュ | 483      |
| 2位  | エナク・ガバッジオ     | 464      |
| 3位  | ロマン・ホーファー     | 420      |

| 順位 | 名前                         | ポイント |
| ---- | ---------------------------- | -------- |
| 1位  | オフェリー･ダビド            | 535      |
| 2位  | フランツィスカ・シュテフェン | 455      |
| 3位  | マグダレーナ・イリヤンス     | 438      |

### ハーフパイプ
全3戦が行なわれた。男女共にフランス人のマティアス・ウェクスティンとマリー・マルティノドが初代王者に輝いた。
| 順位 | 名前                       | ポイント |
| ---- | -------------------------- | -------- |
| 1位  | マティアス・ウェクスティン | 222      |
| 2位  | ローラン・ファーブル       | 210      |
| 3位  | ヴィンセント・エストーク   | 190      |

| 順位 | 名前                   | ポイント |
| ---- | ---------------------- | -------- |
| 1位  | マリー・マルティノド   | 300      |
| 2位  | ヴージニア・ファーブレ | 240      |
| 3位  | マリー・アンドリュー   | 160      |